# 小出英教
小出 英教（こいで ふさのり）は、丹波国園部藩9代藩主。吉親系小出家9代。

## 生涯
肥前国大村藩主・大村純昌の八男として生まれる。正室は小出英発の三女。
天保13年（1842年）4月15日、園部藩主・小出英発の婿養子となる。天保14年（1843年）9月20日、英発の隠居により家督を継いだ。同年12月16日、従五位下・加賀守に叙任する。後に信濃守に改める。天保15年（1844年）4月、常盤橋門番を命じられる。
安政2年（1855年）10月10日、養父に先立って27歳で死去し、跡を長男の英尚が継いだ。

## 系譜
- 父：大村純昌（1786-1838）
- 母：不詳
- 養父：小出英発（1810-1862）
- 正室：小出英発の三女
  - 長男：小出英尚（1849-1905）
- 生母不明の子女
  - 次男：松平義生（1855-1920） - 松平義勇の養子